# Saipa Shahin
Saipa Shahin (персидский: سایپا شاهین) — компактный седан выпускаемый с 2020 года иранским автопроизводителем SAIPA.
Модель построена на «первой иранской платформе» SAIPA SP1, первоначальный проект и конструкция которой были выполнены в Иране, однако, согласно самой же компании SAIPA, платформа была разработана на основе платформы Toyota B (на которой построена, например, Toyota Corolla E160, более известная на рынке Японии как Corolla Axio выпускавшаяся до 2019 года).
Двигатель — бензиновая «турбочетверка» объёмом 1,5-литра мощностью 110 л. с. работающая в паре с 5-ступенчатой «механикой».
. В стандартное оснащение входит кондиционер, бесключевой вход и кнопочный запуск, 7-дюймовая мультимедиа, система контроля давления в шинах, камера заднего вида, задние датчики парковки, подогрев зеркал. Функции безопасности включают две подушки безопасности и ABS (с системой помощи при торможении и системой распределения тормозных усилий).

## История
Массовое производство началось в декабре 2020 года, на местном рынке в Иране цена около 12 тыс. долларов (720 тыс. рублей по курсу 2022 года).

### Ожидание в России
В августе 2022 компания SAIPA, вслед за компанией Iran Khodro с его моделью IKCO Tara, объявил о планах выхода модели Saipa Shahin на рынок России, презентация модели прошла в Москве, по словам компании она начнёт поставлять автомобили в Россию в конце 2022 — начале 2023 года, по оценкам экспертов в России цена составит порядка 20 тыс. долларов (1,2 млн рублей).

## Галерея

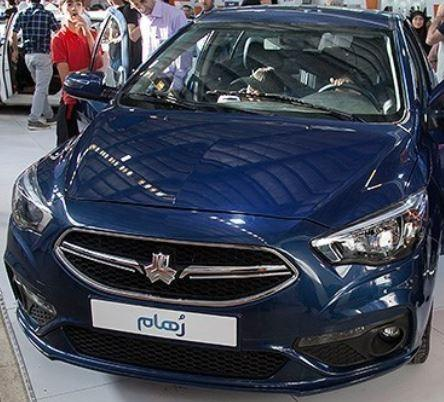
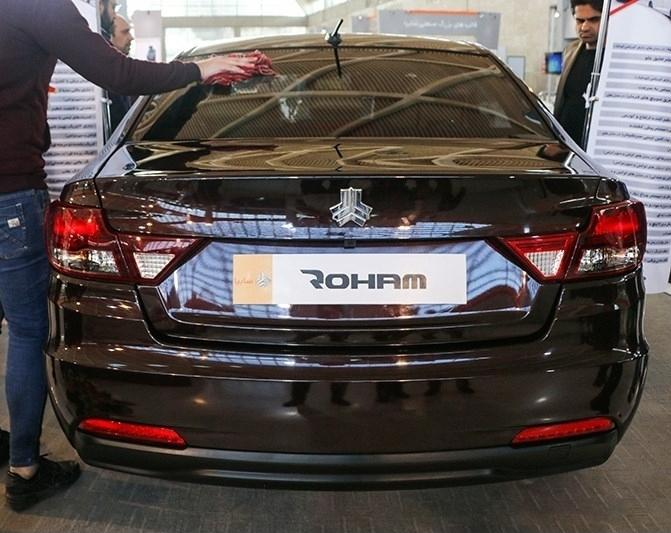
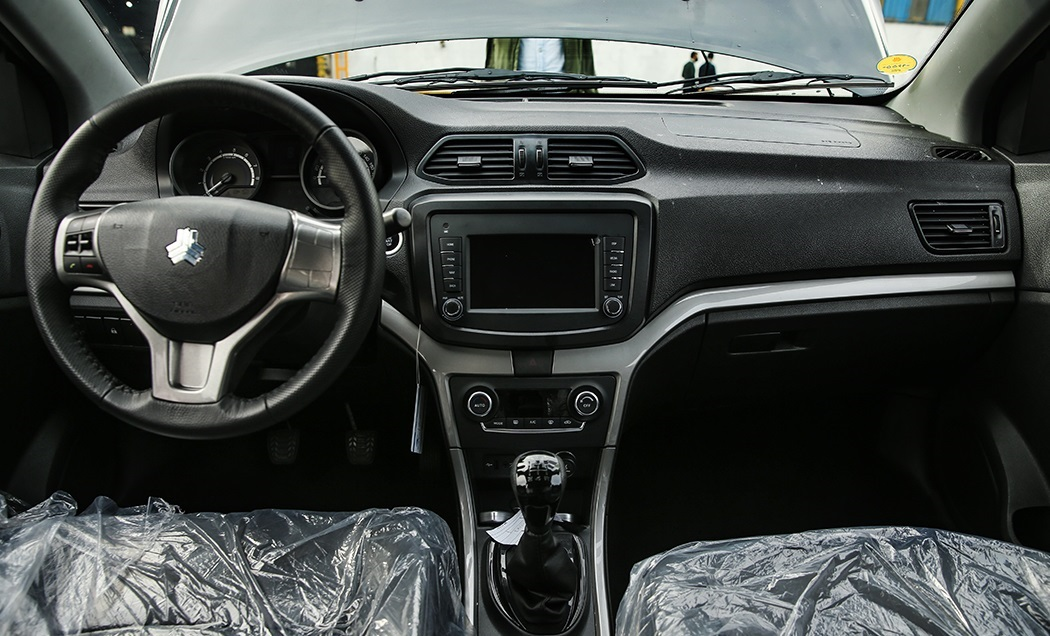